# Копальня Сайпан (марганцева)
Копальня Сайпан (марганцева) — колишній гірничодобувний майданчик у Мікронезії на острові Сайпан (Маріанські острови).
За наслідками Першої світової війни північна частина Маріанського архіпелагу опинилась під владою Японії. У середині 1930-х японці почали приділяти дедалі більше уваги політиці самозабезпечення і в 1939 році узялись за розробки покладів марганцевої руди на Сайпані. Роботи, якими опікувалась компанія Nanyo Kogyosio (South Sea Islands Mining Company), тривали кілька років та в будь-якому випадку завершились не пізніше червня 1944-го, коли американці висадились на цей острів.
У підсумку до видобутку залучили п'ять покладів, звідки сукупно вилучили 13,5 тисячі тонн руди, з яких 8 тисяч тонн встигли відправити до Японії. Найбільшим з них був поклад у районі Ачугау, що видав 8 тисяч тонн (зі вмістом марганцю 55 %), тоді як поклади Хагман та Папаго забезпечили 2,5 та 2 тисячі тонн відповідно.
Розробка велась відкритим способом із приповерхневого шару за допомогою траншей, заглибин та шурфів, глибина яких не перевищувала 6 метрів.